# دانژاک
دانژاک (انگلیسی: Danjaq) شرکت سرگرمی آمریکایی است، که در سال ۱۹۶۲ توسط آلبرت آر. براکلی و هری سالتزمن تأسیس شد.